# Melodije morja in sonca 1988
XI. Melodije morja in sonca so potekale 16. julija 1988 v Avditoriju Portorož. Vodila sta jih Saša Gerdej in Luciano Minghetti.
Za režijo in scenarij sta poskrbela Slavko Hren in Tomaž Marolt, umetniški vodja festivala pa je bil Mojmir Sepe.

## Tekmovalne skladbe
| #   | Izvajalec        | Naslov pesmi                 |
| --- | ---------------- | ---------------------------- |
| 1.  | Prerod           | Hojla hej, moj dopust        |
| 2.  | Casino           | Razširjeno srce              |
| 3.  | Unior            | Ostal bom s teboj            |
| 4.  | Georg(e) Kranjc  | Moja Elena                   |
| 5.  | Pop Design       | Krasna Jasna                 |
| 6.  | Simona Weiss     | Reci mu veter                |
| 7.  | Jonathan Jon     | Nasmeh bo izbrisal vse       |
| 8.  | Roberto Buljevič | Nitko ne zna srce moje       |
| 9.  | Marta Zore       | Ti                           |
| 10. | Melos            | Nori ritem                   |
| 11. | Irena Tratnik    | Sanjajva, sanjajva           |
| 12. | Kićo Slabinac    | Bura                         |
| 13. | Big Ben          | Mladi Joža                   |
| 14. | Top Express      | U tebi postoji snaga         |
| 15. | Stane Vidmar     | Nocoj kozarec draga mi nalij |
| 16. | Rosana in Vili   | Ritrovarsi                   |

Pred tekmovalnim delom so nastopile skupine Karma, Bolero in Zebra Imago ter plesna skupina Stakato, med čakanjem na razglasitev rezultatov pa Yu Madonna, Caffe in Josipa Lisac.

## Nagrade
Nagrade občinstva
- 1. nagrada: Mladi Joža (Janez Rijavec) − Big Ben
- 2. nagrada: Ritrovarsi (Vili Janko/Rosana Brajko/Dado Topić) − Rosana in Vili
- 3. nagrada: Nocoj kozarec draga mi nalij (Goran Šarac/Simona Weiss/Šarac) − Stane Vidmar

Nagrada (Primorskih novic) za najboljše besedilo
- Rosana Brajko za pesem Ritrovarsi

Nagrada strokovne žirije
- U tebi postoji snaga (Pero & Edica Pilić) – Top Express

Nagrada za najobetavnejšega izvajalca
- Marta Zore (Ti)